# Robert Drapier
Pour les articles homonymes, voir Drapier (homonymie).
 (mars 2021).
Si vous disposez d'ouvrages ou d'articles de référence ou si vous connaissez des sites web de qualité traitant du thème abordé ici, merci de compléter l'article en donnant les références utiles à sa vérifiabilité et en les liant à la section « Notes et références ».
Robert Drapier, né le 25 février 1912 à Longuyon et mort le 23 août 1978 dans la même ville, est un homme politique français.

## Biographie
Issu d'une famille d'hôteliers et restaurateurs, Robert Drapier, lui, se dirige vers l'enseignement et devient instituteur, puis directeur d'école primaire.
Mobilisé en 1939, prisonnier en Allemagne, il parvient, après une première tentative infructueuse, à s'évader en 1943. De retour en France, il est clandestin et participe à la résistance dans les Vosges. Membre du Mouvement national des prisonniers de guerre et déportés, devenu la fédération nationale des prisonniers de guerre et évadés, il y fait la rencontre de François Mitterrand.
Après la Libération, il retrouve un poste de directeur d'école, à Longuyon. Il s'engage en militant au sein du Syndicat national des instituteurs et en adhérant à l'UDSR. En 1947, il est élu conseiller municipal de Longuyon, mandat qu'il conserve pendant toute la quatrième république.
Sa carrière politique, cependant, ne décolle que tardivement. En 1958, il est élu conseiller général de Meurthe-et-Moselle, en battant le député-maire de Colmey Pierre de Chevigny.
Avec Fernand Sénès, il tente de constituer, à la demande de Mitterrand, une fédération de l'UFD dans le département, mais sans grand succès. En 1964, il rejoindra très logiquement la Convention des Institutions Républicaines menée nationalement par le parlementaire de la Nièvre.
En 1962, il est candidat suppléant aux législatives, derrière Léon Bassompierre, qui n'obtient que 14,4 % des voix, loin derrière le sortant Joseph Nou et le communiste Louis Dupont.
Trois ans plus tard, il est élu maire de Longuyon.
Plus centriste que de gauche, Robert Drapier s'éloigne de François Mitterrand lorsque celui-ci participe à la refondation du Parti socialiste au congrès d'Epinay. Il est notamment hostile à la stratégie d'union de la gauche qui implique l'alliance avec les communistes.
En 1973, il se présente sans soutien officiel d'aucun parti aux législatives, même si, de facto, il reçoit l'aide des responsables locaux du Mouvement Réformateur. Il mène cependant une campagne uniquement localiste, sans prise de position sur les questions nationales. Profitant de la confusion à droite du fait de la rupture du sortant, Robert Richoux, qui se représente, avec le mouvement gaulliste, Robert Drapier arrive en seconde position, avec 18,5 % des voix, au premier tour. Bénéficiant au second tour du soutien de toute la droite et des centristes, il est élu de justesse, avec 50,1 % des voix.
Siégeant comme non-inscrit à l'Assemblée nationale, il ne peut mener une activité parlementaire très fournie. Il est cependant vice-président du groupe d'étude des problèmes de l'enfance inadaptée et des handicapés, et rapporteur du projet de loi de nationalisation de l'électricité en outre-mer, en mai 1975.
S'abstenant sur le vote de confiance à Pierre Messmer en avril 1973, il soutient l'année suivante la candidature de François Mitterrand à l'élection présidentielle, mais s'abstient à nouveau sur le discours de politique générale du nouveau Premier Ministre Jacques Chirac. Il se rapproche ensuite des socialistes en rupture de ban, refusant le programme commun, qui tentent, derrière Emile Muller, le maire de Mulhouse, de constituer un mouvement « social-démocrate », qui finira par se rallier à l'UDF, ce que Drapier ne fera pas.
Sa carrière politique se termine cependant rapidement. En 1976, il perd son siège de conseiller général et, l'année suivante, est battu par une liste de gauche aux municipales. En 1978, il renonce à se représenter aux législatives, à la fois parce que ses chances de réélection sont très faibles, et parce que sa santé décline. Il meurt quelques mois plus tard, à l'âge de 66 ans.
Son fils, Jacques, est un élu local, maire de Neufchâteau (Vosges), conseiller général des Vosges et conseiller régional de Lorraine dans les années 1990 et 2000, sous l'étiquette socialiste.